# Patrick Stevens
Patrick Stevens, född den 31 januari 1968, är en belgisk före detta friidrottare som tävlade i kortdistanslöpning.
Stevens främsta merit är bronset från EM 1994 på 200 meter. Han var i VM-final 1997 och slutade då på åttonde plats på 200 meter på tiden 20,44. Vid inomhus-VM 1993 var han i final och slutade då på sjätte plats. 

## Personliga rekord
- 100 meter - 10,14 från 1997
- 200 meter - 20,19 från 1996